# Okręg wyborczy nr 38 do Sejmu Rzeczypospolitej Polskiej (1993–2001)
Okręg wyborczy nr 38 do Sejmu Rzeczypospolitej Polskiej (1993–2001) obejmował województwo rzeszowskie. W ówczesnym kształcie został utworzony w 1993. Wybieranych było w nim 8 posłów w systemie proporcjonalnym (do 1997 wybierano 7 posłów).
Siedzibą okręgowej komisji wyborczej był Rzeszów.

## Wyniki wyborów
| Podział 7 mandatów: SLD: 2 PSL: 3 UD: 1 KPN: 1 |

| Podział 8 mandatów: SLD: 1 PSL: 1 AWS: 6 |

## Reprezentanci okręgu
| Sejm | Rok  | Poseł KW                            | Poseł KW                            | Poseł KW                            | Poseł KW                            | Poseł KW                            | Poseł KW                            | Poseł KW                            | Poseł KW                            | Poseł KW                            | Poseł KW                            | Poseł KW                            | Poseł KW                            | Poseł KW                            | Poseł KW                            | Poseł KW                            | Poseł KW                            |
| ---- | ---- | ----------------------------------- | ----------------------------------- | ----------------------------------- | ----------------------------------- | ----------------------------------- | ----------------------------------- | ----------------------------------- | ----------------------------------- | ----------------------------------- | ----------------------------------- | ----------------------------------- | ----------------------------------- | ----------------------------------- | ----------------------------------- | ----------------------------------- | ----------------------------------- |
| II   | 1993 |                                     | A. Bentkowski PSL                   |                                     | J. Bury PSL                         |                                     | W. Ciesielski SLD                   |                                     | Z. Mączka UD                        |                                     | I. Półćwiartek PSL                  |                                     | A. Kaźmierczak KPN                  |                                     | S. Rusznica SLD                     | —                                   | —                                   |
| III  | 1997 |                                     | A. Bentkowski PSL                   | W. Sikora AWS                       |                                     | Z. Rynasiewicz AWS                  | W. Ciesielski SLD                   |                                     | Z. Pupa AWS                         |                                     | B. Frączek AWS                      |                                     | J. Górny AWS                        |                                     | A. Osnowski AWS                     |                                     |                                     |
| IV   | 2001 | okręg zniesiony – patrz okręg nr 23 | okręg zniesiony – patrz okręg nr 23 | okręg zniesiony – patrz okręg nr 23 | okręg zniesiony – patrz okręg nr 23 | okręg zniesiony – patrz okręg nr 23 | okręg zniesiony – patrz okręg nr 23 | okręg zniesiony – patrz okręg nr 23 | okręg zniesiony – patrz okręg nr 23 | okręg zniesiony – patrz okręg nr 23 | okręg zniesiony – patrz okręg nr 23 | okręg zniesiony – patrz okręg nr 23 | okręg zniesiony – patrz okręg nr 23 | okręg zniesiony – patrz okręg nr 23 | okręg zniesiony – patrz okręg nr 23 | okręg zniesiony – patrz okręg nr 23 | okręg zniesiony – patrz okręg nr 23 |

### Wybory parlamentarne 1993
| Komitet wyborczy                                      | Komitet wyborczy                                     | Głosów | %     | Mandaty | Wybrani posłowie                                    |
| ----------------------------------------------------- | ---------------------------------------------------- | ------ | ----- | ------- | --------------------------------------------------- |
|                                                       | Polskie Stronnictwo Ludowe                           | 56 129 | 20,91 | 3       | Aleksander Bentkowski, Jan Bury, Ignacy Półćwiartek |
|                                                       | Sojusz Lewicy Demokratycznej                         | 33 998 | 12,66 | 2       | Wiesław Ciesielski, Stanisław Rusznica              |
|                                                       | Katolicki Komitet Wyborczy „Ojczyzna”                | 28 533 | 10,63 | –       |                                                     |
|                                                       | Niezależny Samorządny Związek Zawodowy „Solidarność” | 22 377 | 8,34  | –       |                                                     |
|                                                       | Konfederacja Polski Niepodległej                     | 21 799 | 8,12  | 1       | Andrzej Kaźmierczak                                 |
|                                                       | Polskie Stronnictwo Ludowe – Porozumienie Ludowe     | 17 275 | 6,43  | –       |                                                     |
|                                                       | Unia Demokratyczna                                   | 15 296 | 5,70  | 1       | Zbigniew Mączka                                     |
|                                                       | Bezpartyjny Blok Wspierania Reform                   | 13 953 | 5,20  | –       |                                                     |
|                                                       | Porozumienie Centrum                                 | 12 730 | 4,74  | –       |                                                     |
|                                                       | Unia Pracy                                           | 12 651 | 4,71  | –       |                                                     |
|                                                       | Koalicja dla Rzeczypospolitej                        | 9374   | 3,49  | –       |                                                     |
|                                                       | Unia Polityki Realnej                                | 6718   | 2,50  | –       |                                                     |
|                                                       | Samoobrona – Leppera                                 | 5885   | 2,20  | –       |                                                     |
|                                                       | Partia X                                             | 5240   | 1,95  | –       |                                                     |
|                                                       | Kongres Liberalno-Demokratyczny                      | 3655   | 1,36  | –       |                                                     |
|                                                       | Ojczyzna – Lista Polska                              | 2135   | 0,80  | –       |                                                     |
|                                                       | Poza Układem                                         | 719    | 0,27  | –       |                                                     |
| Frekwencja: 55,40% Źródło: Państwowa Komisja Wyborcza |                                                      |        |       |         |                                                     |

Poniższa tabela przedstawia podział mandatów dla komitetów wyborczych na podstawie uzyskanych głosów, a następnie obliczonych ilorazów wyborczych na podstawie metody D’Hondta.
| Podział mandatów dla komitetów wyborczych na podstawie metody D’Hondta | Podział mandatów dla komitetów wyborczych na podstawie metody D’Hondta | Podział mandatów dla komitetów wyborczych na podstawie metody D’Hondta | Podział mandatów dla komitetów wyborczych na podstawie metody D’Hondta | Podział mandatów dla komitetów wyborczych na podstawie metody D’Hondta | Podział mandatów dla komitetów wyborczych na podstawie metody D’Hondta | Podział mandatów dla komitetów wyborczych na podstawie metody D’Hondta | Podział mandatów dla komitetów wyborczych na podstawie metody D’Hondta | Podział mandatów dla komitetów wyborczych na podstawie metody D’Hondta | Podział mandatów dla komitetów wyborczych na podstawie metody D’Hondta | Podział mandatów dla komitetów wyborczych na podstawie metody D’Hondta |
| Komitet wyborczy                                                       | Komitet wyborczy                                                       | Liczba głosów                                                          | Iloraz wyborczy                                                        | Iloraz wyborczy                                                        | Iloraz wyborczy                                                        | Iloraz wyborczy                                                        | Iloraz wyborczy                                                        | Iloraz wyborczy                                                        | Mandaty                                                                | TP                                                                     |
| Komitet wyborczy                                                       | Komitet wyborczy                                                       | Liczba głosów                                                          | /1                                                                     | /2                                                                     | /3                                                                     | /4                                                                     | ...                                                                    | /7                                                                     | Mandaty                                                                | TP                                                                     |
| ---------------------------------------------------------------------- | ---------------------------------------------------------------------- | ---------------------------------------------------------------------- | ---------------------------------------------------------------------- | ---------------------------------------------------------------------- | ---------------------------------------------------------------------- | ---------------------------------------------------------------------- | ---------------------------------------------------------------------- | ---------------------------------------------------------------------- | ---------------------------------------------------------------------- | ---------------------------------------------------------------------- |
|                                                                        | Polskie Stronnictwo Ludowe                                             | 56 129                                                                 | 56 129                                                                 | 28 065                                                                 | 18 710                                                                 | 14 032                                                                 | ...                                                                    | 8018                                                                   | 3                                                                      | 2,56                                                                   |
|                                                                        | Sojusz Lewicy Demokratycznej                                           | 33 998                                                                 | 33 998                                                                 | 16 999                                                                 | 11 333                                                                 | 8500                                                                   | ...                                                                    | 4857                                                                   | 2                                                                      | 1,55                                                                   |
|                                                                        | Konfederacja Polski Niepodległej                                       | 21 799                                                                 | 21 799                                                                 | 10 900                                                                 | 7266                                                                   | 5450                                                                   | ...                                                                    | 3114                                                                   | 1                                                                      | 0,99                                                                   |
|                                                                        | Unia Demokratyczna                                                     | 15 296                                                                 | 15 296                                                                 | 7648                                                                   | 5099                                                                   | 3824                                                                   | ...                                                                    | 2185                                                                   | 1                                                                      | 0,70                                                                   |
|                                                                        | Bezpartyjny Blok Wspierania Reform                                     | 13 953                                                                 | 13 953                                                                 | 6979                                                                   | 4651                                                                   | 3488                                                                   | ...                                                                    | 1979                                                                   | 0                                                                      | 0,64                                                                   |
|                                                                        | Unia Pracy                                                             | 12 651                                                                 | 12 651                                                                 | 6326                                                                   | 4217                                                                   | 3163                                                                   | ...                                                                    | 1807                                                                   | 0                                                                      | 0,58                                                                   |
| Ogółem                                                                 | Ogółem                                                                 | 153 466                                                                | —                                                                      | —                                                                      | —                                                                      | —                                                                      | —                                                                      | —                                                                      | 7                                                                      | 7                                                                      |

### Wybory parlamentarne 1997
| Komitet wyborczy                                      | Komitet wyborczy                          | Głosów  | %     | Mandaty | Wybrani posłowie                                                                                     |
| ----------------------------------------------------- | ----------------------------------------- | ------- | ----- | ------- | --- |
|                                                       | Akcja Wyborcza Solidarność                | 177 249 | 57,81 | 6       | Waldemar Sikora, Zbigniew Rynasiewicz, Zdzisław Pupa, Barbara Frączek, Józef Górny, Andrzej Osnowski |
|                                                       | Sojusz Lewicy Demokratycznej              | 41 644  | 13,58 | 1       | Wiesław Ciesielski                                                                                   |
|                                                       | Polskie Stronnictwo Ludowe                | 28 020  | 9,14  | 1       | Aleksander Bentkowski                                                                                |
|                                                       | Unia Wolności                             | 18 712  | 6,10  | –       | |
|                                                       | Ruch Odbudowy Polski                      | 16 804  | 5,48  | –       | |
|                                                       | Unia Pracy                                | 7862    | 2,56  | –       | |
|                                                       | Krajowe Porozumienie Emerytów i Rencistów | 4669    | 1,52  | –       | |
|                                                       | Blok dla Polski                           | 3933    | 1,28  | –       | |
|                                                       | Unia Prawicy Rzeczypospolitej             | 3815    | 1,24  | –       | |
|                                                       | Krajowa Partia Emerytów i Rencistów       | 3546    | 1,16  | –       | |
| Frekwencja: 59,81% Źródło: Państwowa Komisja Wyborcza |                                           |         |       |         | |

Poniższa tabela przedstawia podział mandatów dla komitetów wyborczych na podstawie uzyskanych głosów, a następnie obliczonych ilorazów wyborczych na podstawie metody D’Hondta.
| Podział mandatów dla komitetów wyborczych na podstawie metody D’Hondta | Podział mandatów dla komitetów wyborczych na podstawie metody D’Hondta | Podział mandatów dla komitetów wyborczych na podstawie metody D’Hondta | Podział mandatów dla komitetów wyborczych na podstawie metody D’Hondta | Podział mandatów dla komitetów wyborczych na podstawie metody D’Hondta | Podział mandatów dla komitetów wyborczych na podstawie metody D’Hondta | Podział mandatów dla komitetów wyborczych na podstawie metody D’Hondta | Podział mandatów dla komitetów wyborczych na podstawie metody D’Hondta | Podział mandatów dla komitetów wyborczych na podstawie metody D’Hondta | Podział mandatów dla komitetów wyborczych na podstawie metody D’Hondta | Podział mandatów dla komitetów wyborczych na podstawie metody D’Hondta | Podział mandatów dla komitetów wyborczych na podstawie metody D’Hondta | Podział mandatów dla komitetów wyborczych na podstawie metody D’Hondta |
| Komitet wyborczy                                                       | Komitet wyborczy                                                       | Liczba głosów                                                          | Iloraz wyborczy                                                        | Iloraz wyborczy                                                        | Iloraz wyborczy                                                        | Iloraz wyborczy                                                        | Iloraz wyborczy                                                        | Iloraz wyborczy                                                        | Iloraz wyborczy                                                        | Iloraz wyborczy                                                        | Mandaty                                                                | TP                                                                     |
| Komitet wyborczy                                                       | Komitet wyborczy                                                       | Liczba głosów                                                          | /1                                                                     | /2                                                                     | /3                                                                     | /4                                                                     | /5                                                                     | /6                                                                     | /7                                                                     | /8                                                                     | Mandaty                                                                | TP                                                                     |
| ---------------------------------------------------------------------- | ---------------------------------------------------------------------- | ---------------------------------------------------------------------- | ---------------------------------------------------------------------- | ---------------------------------------------------------------------- | ---------------------------------------------------------------------- | ---------------------------------------------------------------------- | ---------------------------------------------------------------------- | ---------------------------------------------------------------------- | ---------------------------------------------------------------------- | ---------------------------------------------------------------------- | ---------------------------------------------------------------------- | ---------------------------------------------------------------------- |
|                                                                        | Akcja Wyborcza Solidarność                                             | 177 249                                                                | 177 249                                                                | 88 625                                                                 | 59 083                                                                 | 44 312                                                                 | 35 450                                                                 | 29 542                                                                 | 25 321                                                                 | 22 156                                                                 | 6                                                                      | 5,02                                                                   |
|                                                                        | Sojusz Lewicy Demokratycznej                                           | 41 644                                                                 | 41 644                                                                 | 20 822                                                                 | 13 881                                                                 | 10 411                                                                 | 8329                                                                   | 6941                                                                   | 5949                                                                   | 5206                                                                   | 1                                                                      | 1,18                                                                   |
|                                                                        | Polskie Stronnictwo Ludowe                                             | 28 020                                                                 | 28 020                                                                 | 14 010                                                                 | 9340                                                                   | 7005                                                                   | 5604                                                                   | 4670                                                                   | 4003                                                                   | 3503                                                                   | 1                                                                      | 0,79                                                                   |
|                                                                        | Unia Wolności                                                          | 18 712                                                                 | 18 712                                                                 | 9356                                                                   | 6237                                                                   | 4678                                                                   | 3742                                                                   | 3119                                                                   | 2673                                                                   | 2339                                                                   | 0                                                                      | 0,53                                                                   |
|                                                                        | Ruch Odbudowy Polski                                                   | 16 804                                                                 | 16 804                                                                 | 8402                                                                   | 5601                                                                   | 4201                                                                   | 3361                                                                   | 2801                                                                   | 2744                                                                   | 2101                                                                   | 0                                                                      | 0,48                                                                   |
| Ogółem                                                                 | Ogółem                                                                 | 282 429                                                                | —                                                                      | —                                                                      | —                                                                      | —                                                                      | —                                                                      | —                                                                      | —                                                                      | —                                                                      | 8                                                                      | 8                                                                      |